# Keyport
Keyport es un borough ubicado en el condado de Monmouth en el estado estadounidense de Nueva Jersey. En el año 2010 tenía una población de 7,240 habitantes y una densidad poblacional de 1,956.7 personas por km².

## Geografía
Keyport se encuentra ubicado en las coordenadas 40°26′0″N 75°12′0″O / 40.43333, -75.20000.

## Demografía
Según la Oficina del Censo en 2000 los ingresos medios por hogar en la localidad eran de $43,869 y los ingresos medios por familia eran $58,176. Los hombres tenían unos ingresos medios de $40,324 frente a los $34,036 para las mujeres. La renta per cápita para la localidad era de $23,288. Alrededor del 7.8% de la población estaba por debajo del umbral de pobreza.